# Aratasaurus
Aratasaurus – rodzaj wymarłego dinozaura gadziomiednicznego, teropoda z grupy celurozaurów.
Nowe znalezisko odkryte zostało w Brazylii. Skamieniałości spoczywały wśród skał basenu sedymentacyjnego Araripe, pośród formacji Romualdo, znanej z wielu wcześniejszych znalezisk. Kości nieznanego dinozaura leżały u spągu formacji, w warstwie budowanej przez ciemne łupki ilaste. W skałach basenu odkrywano szczątki krokodyli, skały formacji dostarczyły skamieniałości ryb i pterozaurów (Anhangueridae). Jest to w zasadzie jedyna formacja na terenie basenu, gdzie odkryto szczątki nieptasich dinozaurów. Należą doń grzebieniaste Angaturama i Irritator challengeri, przedstawiciele Spinosauridae, Santanaraptor placidus i niewielka Mirischia assymetrica, także przedstawiciele celurozaurów.
Znalezione nowe skamieniałości obejmowały kości kończyny dolnej. Należały do dinozaura drapieżnego z grupy celurozaurów, prawdopodobnie osobnika młodocianego o długości ponad 3 metrów, jednak cechowały się pewnymi odmiennościami, niespotykanymi wśród uprzednio opisanych członków tej grupy. Autorzy wymieniają wśród nich dół na kości piszczelowej oraz asymetrię palców II, III i IV. Cechy te pozwoliły zespołowi Juliany Manso Sayão na opisanie nowego rodzaju dinozaura, któremu nadano nazwę Aratasaurus.
W obrębie rodzaju wyróżniono pojedynczy gatunek Aratasaurus museunacionali. Publikacja ukazała się w 2020.
Przeprowadzono analizę filogenetyczną. Wskazała ona na bazalne umiejscowienie Aratasaurus na drzewie rodowym celurozaurów. Jest to istotne, gdyż wcześniej nie znaleziono nigdy bazalnego przedstawiciela Coelurosauria w skałach basenu Araripe. Jego bliskim krewnym zdaje się być Zuolong salleei. Nowe znalezisko modyfikuje wiedzę o bazalnych celurozaurach, wskazując na ich szersze, niż wcześniej sądzono, rozprzestrzenienie. Pozostałości Zuolong znaleziono przecież w Chinach.